# Depanthus
Depanthus es un género con dos especies de plantas herbáceas perteneciente a la familia Gesneriaceae. Es originario de Nueva Caledonia.

## Descripción
Son  árboles pequeños hasta los 10 m de altura. Tienen las hojas opuestas, a menudo anisófilo. Las inflorescencias en cimas axilares, con un largo pedúnculo, con pocas flores. Sépalos connados en la base, triangulares, persistentes. Corola corta y ancha de tubo floral campanulado. El fruto es una cápsula ovoide.

## Distribución y hábitat
Se distribuyen  por Nueva Caledonia donde se encuentran en las montañas forestales. 

## Etimología
El nombre del género deriva de las palabras griegas δεπας,  depas = taza y άνθος , anthos = flor, en referencia a la corola campanulada casi actinomorfas.

## Especies
- Depanthus glaber
- Depanthus pubescens